# Davide Campofranco
Davide Campofranco (Palermo, 25 agosto 1970) è un ex calciatore italiano, di ruolo centrocampista.

## Caratteristiche tecniche
Giocava come mediano.

## Carriera
A 16 anni esordisce in Interregionale nella Pro Favara; dopo due campionati si trasferisce all'Akragas, con cui gioca per due anni nella medesima categoria. Nella stagione 1990-1991 gioca in Serie C1 con il Palermo, con cui viene promosso in Serie B. L'anno dopo gioca in prestito al Savoia, in Serie C2. Nella stagione 1992-1993 gioca invece in C1 di nuovo con il Palermo, con cui vince il campionato e la Coppa Italia Serie C. Nella stagione 1993-1994 e nella prima parte della stagione 1994-1995 gioca in Serie B con i rosanero; nel novembre del 1994 viene mandato in prestito al Baracca Lugo, in C2. L'anno seguente dopo aver giocato una partita in B al Palermo a novembre viene ancora ceduto in prestito, questa volta alla Turris in Serie C1. Nella stagione 1996-1997 gioca 11 partite nel Palermo: in questa stagione segna inoltre il suo unico gol in carriera in Serie B. Dal 1997 al 1999 gioca in Serie C2 al Baracca Lugo; negli anni seguenti gioca cinque campionati consecutivi di Serie C1 (due ad Arezzo, uno a Cesena, uno a Gualdo ed infine uno ad Acireale), per complessive 111 presenze e 6 gol in terza serie. Gioca poi con Melfi e Modica, in C2, ed infine per due anni a Trapani, società con cui vince un campionato di Eccellenza nella stagione 2007-2008.
Terminata la carriera da calciatore, inizia quella da allenatore nel settore giovanile del Palermo. Nel febbraio 2014 diventa l’allenatore del Rocca di Capri Leone nel campionato di Eccellenza Sicilia 2013-2014 a sette giornate dalla fine del campionato. Tuttavia non riesce ad evitare la retrocessione dei suoi dopo aver pareggiato 1-1 lo spareggio salvezza (in virtù del peggior piazzamento in campionato).
Nel 2021 diventa collaboratore di Michele Mignani nello staff tecnico del Bari, venendo confermato anche nello staff del siciliano Pasquale Marino e, successivamente, di Beppe Iachini. Nel 2024 segue Mignani, sempre col ruolo di collaboratore, nel Cesena, neopromosso in Serie B.

## Palmarès

### Club

#### Competizioni nazionali
- Serie C1: 1

Palermo: 1992-1993
- Coppa Italia Serie C: 1

Palermo: 1992-1993